# Merry (безалкогольный напиток)
Merry (с англ. — «веселый») — шведский безалкогольный напиток, первоначально производился компанией AB Bjäre Industrier в Карпалунде, муниципалитет Кристианстад, с 1964 года как «фруктовая газировка с насыщенным вкусом». Первоначальный вкус был лимонно-лаймовым, но уже в 1966 году был добавлен недолго продержавшийся на рынке Merry Sirocco со вкусом апельсина. В 1968 году были добавлены ещё два вкуса: Rhum Sour «с каплей настоящего ямайского рома» и Blue Ginger «с горькими специями». Однако ни один из этих ароматов не был особенно успешен, и к 1970 году в продаже остался только оригинальный напиток. В середине 1980-х, когда брендом владел Falcon, напиток Merry также выпускался с различными вкусами, в том числе лимона, виноградного тоника, маракуйи, апельсина и красного апельсина.
Bjäre провела несколько громких кампаний в связи с выходом Merry на рынок, включая конкурсы, в которых можно было выиграть автомобиль «Роллс-Ройс», собирая крышки, а также азиатского слона по кличке Мерри, который был обменян на наличные и в 1964 году оказался в зоопарке Паркен в Эскильстуне, а позже был продан неизвестному покупателю в период с 1967 по 1969 год.
Напиток рекламировался под слоганом «Merry — со зрелым вкусом» (швед. Merry — med fullvuxen smak) или «Теперь пришло время веселья!» (англ. Now it's Merry-time!). Merry был популярен и широко продавался в 1960-е годы. В конце прошлого века производство напитка сократилось, компанию приобрела Coca-Cola.
В 2000-х годах в Швеции было проведено масштабное исследование рекламы и маркетинга продуктов питания и напитков для детей в связи с большим количеством детей, страдающих ожирением. Был разработан проект «Маркетинг нездоровой пищи для детей», который стал первым исследованием рекламы продуктов питания и напитков, адресованной шведским детям, чтобы предоставить политикам текущие данные о маркетинговых тенденциях для последующих дебатов о регулировании рекламы продуктов питания. Возможно, поэтому традиционный шведский безалкогольный напиток под названием MER на основе шведской родниковой воды Coca-Cola выпускает с уменьшенным количеством сахара.